# Mario Castiglione
Mario Raúl Castiglione (La Plata, provincia de Buenos Aires, 7 de mayo de 1946-La Plata, 21 de mayo de 2000) fue un actor cómico, director de escena y productor de cine, teatro y televisión argentino.

## Biografía
Castiglione, que nació en la localidad de Los Hornos, inició su carrera  cuando estudiaba con los sacerdotes salesianos quienes le despertaron precozmente el amor por el teatro, y luego saltó a la fama con el recordado I Medici Concert, desde donde se proyectó a la escena nacional. En ese grupo alcanzó gran notoriedad durante las décadas de 1970 y 1980, junto a los actores Néstor Robles, Raúl Gallo, Raúl Ingaramo, José Gutiérrez, entre otros. Tanto en cine como en televisión pudo mostrar su faceta humorística en diferentes y graciosos personajes, con primeras figuras de la escena nacional como Alberto Olmedo, Jorge Porcel, Emilio Disi, Berugo Carámbula, Luisa Albinoni, Susana Traverso, Gino Renni, entre otras.
Trabajó también como dirigente de la filial local de la Asociación Argentina de Actores.

## Filmografía
- 1961: Accattone como Mario.
- 1972: El lobo como Jailer.
- 1982: Los fierecillos indomables
- 1983: Los fierecillos se divierten
- 1985: El telo y la tele
- 1986: Brigada explosiva
- 1986: Brigada explosiva contra los ninjas como Sargento.
- 1987: Los bañeros más locos del mundo como Sargento.

## Televisión
- 1972: Alta comedia como un carcelero.
- 1975: Teatro como en en el teatro
- 1980: El club privado de Moria
- 1987: Las tretas de Moria, emitido por canal 11.
- 1984-86: Monumental Moria, emitido por canal 9 en la que hizo varios personajes.

Un momento muy recordado fue cuando estuvo como invitado especial en La noche de Moria, emitida por América TV en 1999, en donde se reunió con toda la familia, inclusive con la de su entonces pareja Luis Vadalá. Esta emisión estuvo mediada por Jorge Rial y promedió el doble de índice de audiencia de lo habitual.

## Teatro
Trabajó en todos los teatros famosos porteños como el teatro independiente platense, el Teatro Maipo, el Teatro Astros y el Teatro El Nacional, en obras de autores como Arlt, Freer, West, Wernicke, de la platense Matilde Alba Swan e inclusive de él mismo:
Como actor:
- Lo que no fue
- El desatino
- El zoo de cristal
- Nosotros, los otros
- ¡Qué gran revista! en el Metropolitan.
- Destapadísima (1983).
- Hay Que privatizar el cielo (1983) Junto a Camila Perissé.
- La revista del Proceso Pro sexo (1983), con Moria y Pacheco.
- La mejor revista de la cuadra (1984) - Teatro Estrella junto con Moria y Osvaldo Pacheco.[3]
- La patota revistera (1984), de Hugo Sofovich, estrenada en el Teatro Tabarís. Con Moria Casán, Carmen Barbieri, Javier Portales y Mario Sánchez.
- La revista Less (1985), en el Teatro Tabarís.
- Meta Moria en Mar del Plata (1986), junto con Moria Casán, Amalia "Yuyito" González, Tristán y Mario Sánchez.
- La revista de las erecciones generales (1987) en el Teatro Tabarís junto a Moria Casán y Zulma Faiad.
- El revistazo rompe todo (1988), con Moria Casán, Adriana Brodsky, Pili Miles y Mario Sánchez. Estrenada en el Teatro El Lago.
- Increíblemente Juntos (1989) junto a Casan, Carmen Barbieri y Santiago Bal.

Como director:
- Nosotros los otros (1974)
- Los aparatos (1974)
- ¿Hay que matar a mamá? (1974)
- El ticodón (1974)

En sus primeros años fundó y dirigió el TILP (Teatro Independiente La Plata). Mientras trabajaba en un ministerio, se costeaba sus clases con Alejandra Boero en Buenos Aires y estudiaba en la Facultad de Derecho. Posteriormente integró los elencos de la Comedia Provincial y del Teatro Municipal San Martín en puestas de los grandes clásicos.
A fines los años 70 se unió al I Medici Concert, un grupo salido de la troupe de Medicina. El éxito los puso en los escenarios de la calle Corrientes y del teatro de revistas. Compartió escena con grandes como Moria Casán, Valeria Lynch, Alberto Olmedo y Jorge Porcel. En 1983 se separa del grupo para hacer temporada en Villa Carlos Paz.

## Vida personal
Tuvo cuatro hijos: Marilina y Marito, de su primer matrimonio; Sofía Gala Castiglione, fruto de su segundo matrimonio con la actriz, presentadora y ex vedette Moria Casán, y  Raúl Ricardo, fruto de su tercer matrimonio, cuyo padrino fue el expresidente Raúl Alfonsín.

## Fallecimiento
Mario Castiglione falleció el 21 de mayo de 2000 víctima de un cáncer de colon con el que venía luchando hacía un largo tiempo. Sus restos descansan en el Cementerio de La Plata. Tenía 54 años.